# Ownership (psicologia)
Em Psicologia,  ownership , também conhecido como  sentimento de dono , é a percepção de que algo é seu, mesmo sem o possuir legalmente. Em corporações este é percebido como o sentimento do funcionário de tratar a empresa ou o projeto em que trabalha como sua, aplicando a dedicação e esforço de um proprietário.  

## Visão Geral
Pessoas podem se sentir donos de uma variedade de coisas, produtos, espaços de trabalho, ideias, cargos ente outros. Uma das vertentes do sentimento de dono é aplicado em empresas, nesse o colaborador se sente proprietário da empresa em que trabalha, ou do projeto que esta desenvolvendo, assim, desenvolve com maior esforço e eficiência, suas tarefas, estando motivados, atingindo as metas pessoais, assim como as metas corporativas.
O sentimento de dono pode ocorrer por diversos alvos, como produtos concretos ou abstratos (por exemplo: trabalhos, investimentos, marcas e ideias). A construção do Ownership como um fenômeno psicológico vem sendo pesquisado em diversos campos que incluem: comportamento organizacional, comportamento do consumidor e sustentabilidade.

## Causas doOwnership
- Eficiência – A motivação humana de controlar o seu entorno induzindo a eficiência, por exemplo, a habilidade de gerar um resultado pretendido ou mais favorável.[1]

- Identificação pessoal – O Ownership esta altamente conectado com a identificação pessoal, com aquilo que esteja desenvolvendo. Nesse caso essa identificação se apresenta como precursora do sentimento de dono.[1]

- Pertencer - Este sentimento está conectado a percepção de estar inserido em um determinado grupo social, meio ou ate mesmo empresa. Se tratando de corporações, vem ligado a identificação com a companhia, principalmente no que diz respeito aos valores da mesma.[4]

- Liderança – Quanto maior a autonomia do funcionário de liderança de suas próprias atitudes, maior as possibilidades do desenvolvimento sentimento de dono, uma vez que o funcionário se identifica com as medidas e processos que estão sendo realizados para atingirem as metas.[1]

- Controle – O controle sobre suas metas, assim como no atingimento das mesma, auxiliam no desenvolvimento do Ownership psicológico em funcionários da empresas.[1]

- Conhecimento – O conhecimento a respeito de um determinado projeto ou ação, faz com que funcionários fiquem intimamente ligados ao que estão desenvolvendo, acontecendo assim a junção dos valores pessoais com os valores da empresa, trazendo sentimento de dono aos envolvidos.[1]

- Investimento pessoal – A dedicação e aplicação de tempo pessoal no desenvolvimento de determinada ação, tende causar com maior frequência o sentimento psicológico de Ownership.[1]

## OOwnershipem corporações
O ownership corporativo, vem se desenvolvendo ao longo dos anos como uma característica de alguns funcionários que apresentam maior dedicação, eficiência e foco no desenvolvimento de suas atividades diárias.

Este sentimento é um reflexo de um modelo sistêmico que serve como base para o comportamento organizacional positivo, no qual a função do líder é de auxiliar seus funcionários no desenvolvimento de sentimentos de otimismo, esperança, empatia,autoconfiança e determinação. Para que assim os funcionários desenvolvam uma cultura positiva em seu ambiente de trabalho, que leve ao sucesso da organização e maior comprometimento dos funcionários.
Está atitude dos lideres, muitas vezes leva funcionários a abraçarem a meta da organização, buscando maior eficácia, e reconhecem a necessidade de as obrigações de ambas as partes (organização e funcionário) estarem alinhadas. Sendo assim os funcionários experienciam o sentimento de dono (Ownership psicológico) em relação a corporação, aos seus produtos e serviços. Trazendo maior auto disciplina, e alcançando o ponto de auto motivação.

Este sentimento vem conectado crescimento do empreendedorismo que vem apresentando um grande crescimento no desenvolvimento da cultura organizacional de diversas empresas, principalmente ao empreendedor corporativoempreendedor corporativo, que é aquele que tem um sentimento de pertencimento a corporação, buscando sempre à inovação. Assim se auto motivando, e trazendo vantagens as corporações, agregando valor ao perfil organizacional. As empresas por sua vez buscam formar lideres e ambientes sucetíveis ao desenvolvimento do ownership empresarial em seus funcionários. 

Assim, propiciar aos funcionários a possibilidade de preencher as suas necessidades mediante ao trabalho, alinhando ao desenvolvimento da corporação, tende a aumentar o comprometimento do trabalhador quantos a sua organização, trazendo maior paixão e sentimento de pertencer por parte dos funcionários.

## Consequências doOwnershippsicológico
| Conseqüências positivas                     | Consequências negativas                                       |
| ------------------------------------------- | ------------------------------------------------------------- |
| Maior dedicação e esforço pessoal;          | Sentimento de perda na finalização de um projeto ou demissão; |
| Maior eficiência;                           | Conflito interpessoal;                                        |
| Percepção de maior responsabilidade;        | Resistência a mudanças;                                       |
| Maior qualidade no desenvolvimento da ação; | Resistência ao recebimento de ajudamos apoio.                 |